# Elysian Valley
Elysian Valley (aussi connu sous le nom de Frogtown) est un quartier de Los Angeles, en Californie.

## Démographie
En 2015, le quartier compte 7 387 habitants. Le Los Angeles Times le considère comme modérément diverse du point de vue ethnique, 61,0 % de la population étant hispanique, 25,6 % asiatique, 9,7 % blanche non hispaniques, 1,1 % afro-américaine et 2,6 % appartenant à une autre catégorie ethno-raciale.